# キングスレイ・コマン
キングスレイ・コマン（Kingsley Coman, 1996年6月13日 - ）は、フランス・パリ出身のサッカー選手。サウジ・プロフェッショナルリーグ・アル・ナスルFC所属。フランス代表。ポジションはミッドフィールダー、フォワード(ウインガー)。
日本語では「キングスリー・コマン」や、「キングスレー・コマン」などとも表記される。

## 経歴

### クラブ

#### パリ・サンジェルマン
1996年、パリで生まれる。2004年（当時8歳）からパリ・サンジェルマンのユースチーム（下部組織）に所属し、2013年にトップチームに昇格した。背番号は38番。2013年2月13日に行われたリーグ1のFCソショー戦でマルコ・ヴェッラッティとの交代途中出場でプロデビューを果たした。16歳と246日でデビューを果たし、18年前にニコラ・アネルカが記録したクラブ最年少デビュー記録を更新した。しかし、2013-14シーズンはアマチュアのまま数試合に出場した後、パリ・サンジェルマンから新しい3年契約を提示されていたが、プロ契約を結ぶことを本人は拒否した。

#### ユヴェントス
2014年7月8日、フリーでユヴェントスに5年契約で加入した。パリ・サンジェルマンからユヴェントスへ移った方が出場機会が増えると考え、ユヴェントスと2019年までの契約を交わすことを選択した。背番号はパベル・ネドベドらが着用した11番。8月30日に行われたセリエA開幕戦のキエーボ戦に先発出場し、18歳で同クラブの外国人最年少デビュー記録を更新した。

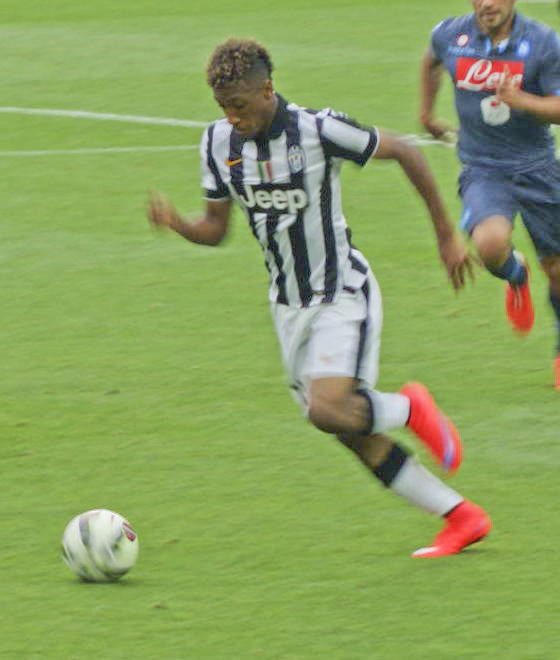
ユベントスでのコマン（2015年）

#### バイエルン・ミュンヘン
2015年8月30日、バイエルン・ミュンヘンへレンタル移籍した。背番号は29番。移籍期間は2017年6月30日までの2年間で、バイエルンは2017年4月30日まで買取オプションを保有する。また、レンタル料は700万ユーロ（約9億5000万円）で、買取オプションの金額は2100万ユーロ（約28億6000万円）となる。背番号は29番に決まった。本人はバイエルン移籍について入団会見で「今までもヨーロッパのビッグクラブでプレイしたことがあるが、バイエルンは僕にとって他のクラブより上だ。チームに貢献したいし、タイトルを獲得したい。全力を尽くすつもりだよ」とコメントしている。2015年9月19日に行われたブンデスリーガ第5節のSVダルムシュタット98戦で初得点を記録した。2016年3月12日に行われたブンデスリーガ第26節のヴェルダー・ブレーメン戦で珍しく全て同じ形で3アシストを記録した。2016年3月16日に行われたUEFAチャンピオンズリーグの決勝トーナメント1回戦では古巣のユヴェントスと対戦し、2ndレグでは途中出場で貴重な追加点をあげて延長戦の末、勝利に貢献した。
2017年4月28日、バイエルンがユヴェントスからコマンを買い取り、2020年までの契約を締結することが発表された。
2019年4月、練習中に同僚のロベルト・レヴァンドフスキと殴り合いの喧嘩になったことが報じられた。これ以前にもレヴァンドフスキはコマンの独善的なプレーに腹を立てていたことを明かした。

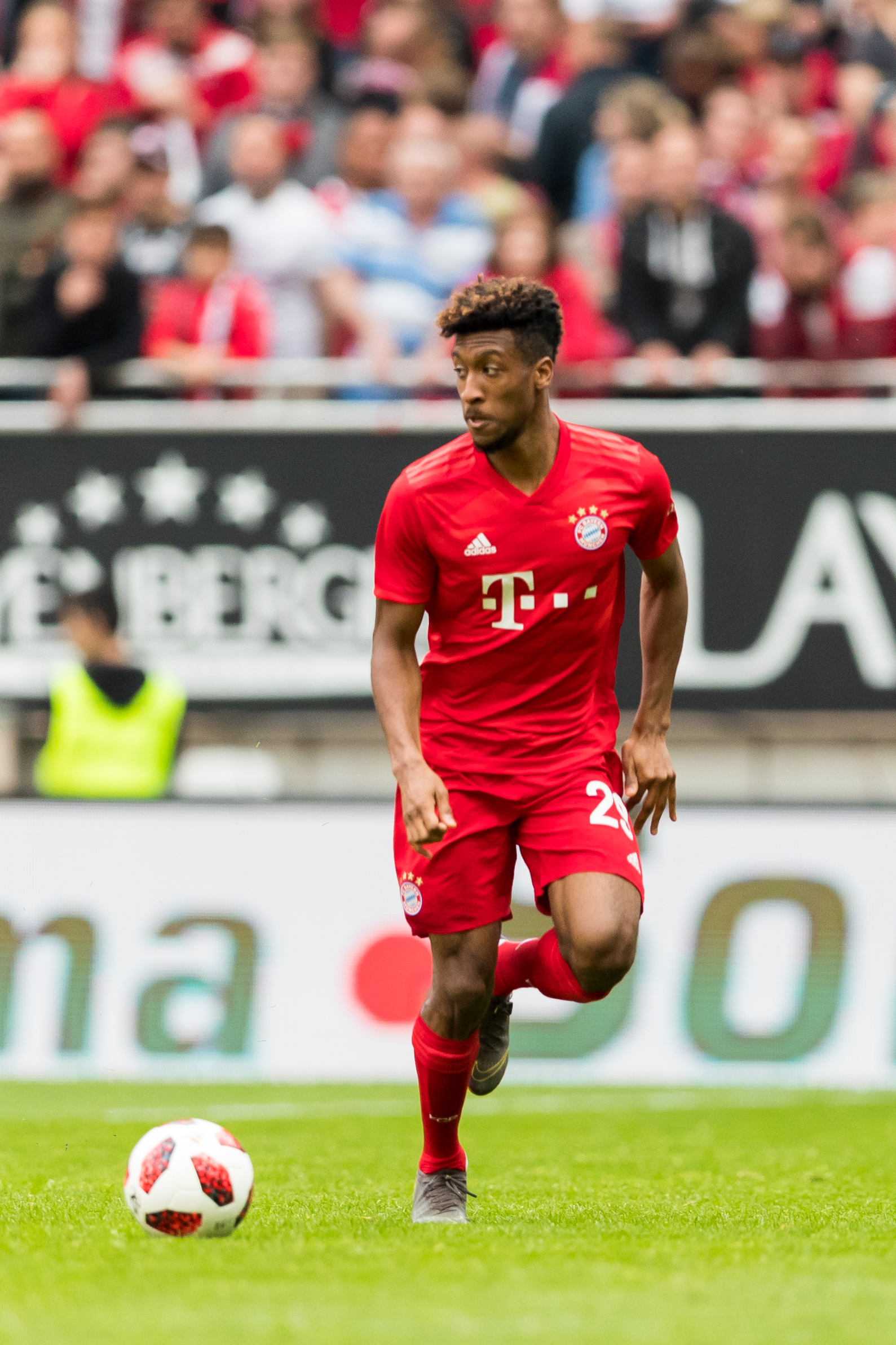
バイエルン・ミュンヘンでのコマン（2019年）

2019-20シーズン、チャンピオンズリーグ決勝では、先発起用されると、古巣のパリ・サンジェルマンに対し、決勝ゴールをあげた。2020-21シーズン、ブンデスリーガ第6位タイとなる10アシストを決めてチームの優勝に貢献した。

#### アル・ナスル
2025年8月15日、アル・ナスルFCに完全移籍で加入することが決定。契約は2028年までの3年間。

### 代表

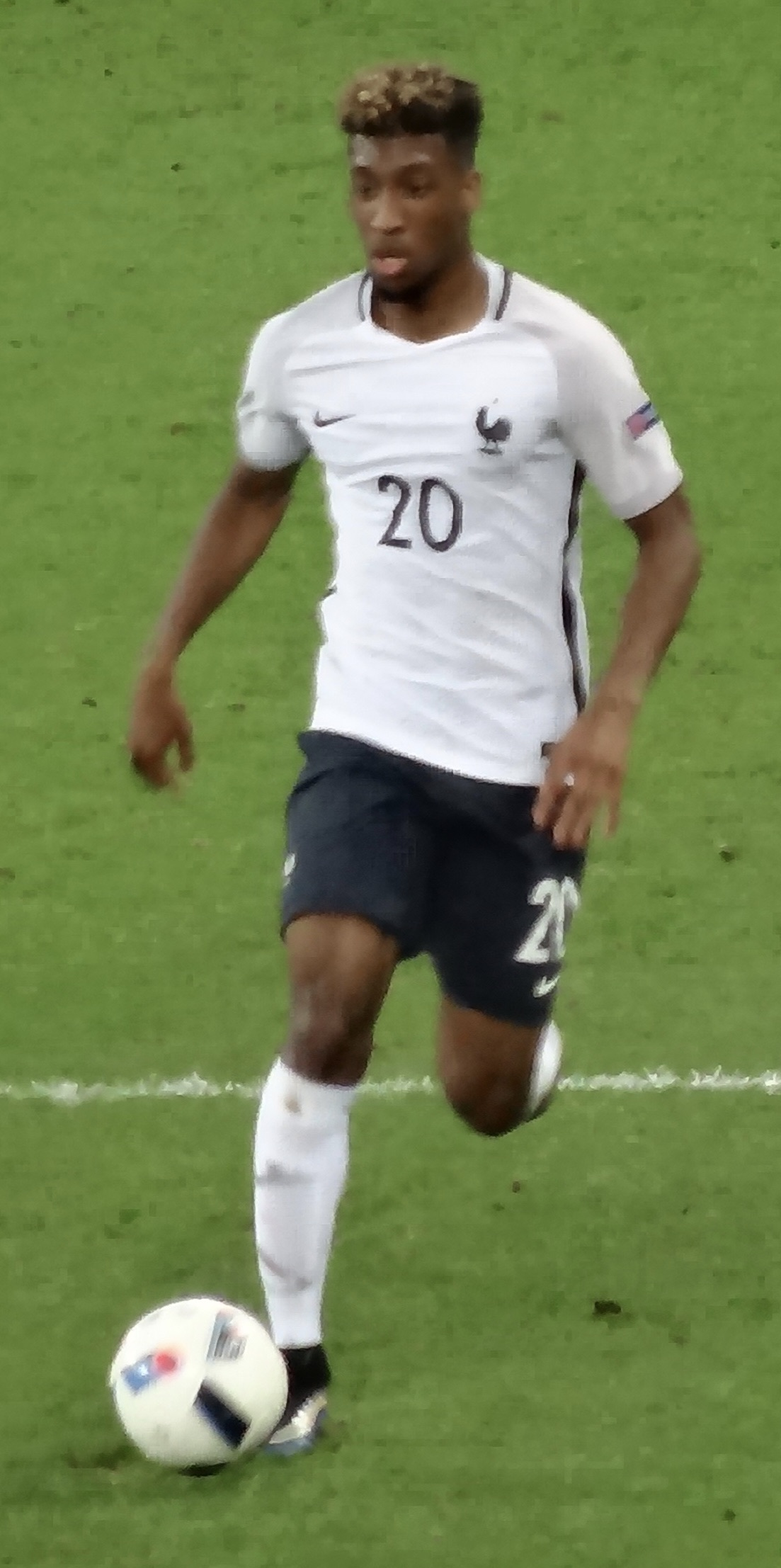
EURO 2016でプレーするコマン

2015年11月5日、国際親善試合に挑むフランス代表のメンバーに初招集され、2015年11月13日のドイツとの親善試合に途中出場しフランス代表デビューを果たした。
2016年3月29日のロシアとの親善試合で代表初得点を挙げ、母国開催のUEFA EURO 2016に挑むメンバーにも選ばれ、6試合に出場した。
2018年のロシアワールドカップでは予備登録メンバー11人の1人に選ばれるに留まり、大会出場はならなかった。
2022年、ワールドカップカタール大会決勝では途中出場、延長PK戦でフランスの2人目のキッカーを務めたがPKを失敗し、チームは2大会連続の優勝を逃した。

## 人物・エピソード
- 『キッカー』のインタビューでパリ・サンジェルマン在籍時にイブラヒモヴィッチとの関係を問われたコマンは、「完全にニュートラルな関係性だった。彼は若手に近づいたりアドバイスするようなタイプの選手ではなくて、自分のことしか考えていないんだ」とコメントした[18][19]。

- 2016年3月11日付のドイツ紙『ビルト』がコマンのバイエルン移籍について報じた。コマンはバイエルンへ2年間のレンタル移籍をすることを決めた理由については、「僕のプレースタイルにより近いチームでプレーするために、ユーヴェを離れることにした。もちろん、ユーヴェでも多くのことを学んだが、あまり試合には出られなかった。今の僕はもう小さな少年ではなく、1人のプロ選手として見てもらいたいんだ」とコメントし、古巣への思いも口にした[20]。

- アーセナルのアーセン・ベンゲル監督が『beIN sports』に対し「2014年の夏にアーセナルがコマンと契約しようとしていた。その移籍はほぼ完了していた。だが、彼がユヴェントスのほうを好んだ」と明かした[21]。
- デビュー以来、11年シーズン連続で所属したクラブで必ずリーグ優勝を成し遂げていたが[22]、2023-24シーズンはバイエル・レバークーゼンがブンデスリーガを制したため記録はストップした。

## 個人成績

### クラブ
2022-23シーズン終了時点
| クラブ                        | シーズン     | リーグ戦       | リーグ戦 | リーグ戦 | 国内カップ | 国内カップ | 国際大会 | 国際大会 | その他 | その他 | 合計 | 合計 |
| クラブ                        | シーズン     | ディビジョン   | 出場     | 得点     | 出場       | 得点       | 出場     | 得点     | 出場   | 得点   | 出場 | 得点 |
| ----------------------------- | ------------ | -------------- | -------- | -------- | ---------- | ---------- | -------- | -------- | ------ | ------ | ---- | ---- |
| パリ・サンジェルマン          | 2012–13      | リーグ・アン   | 1        | 0        | 0          | 0          | 0        | 0        | -      | -      | 1    | 0    |
| パリ・サンジェルマン          | 2013-14      | リーグ・アン   | 2        | 0        | 0          | 0          | 0        | 0        | 1      | 0      | 3    | 0    |
| パリ・サンジェルマン          | 通算         | 通算           | 3        | 0        | 0          | 0          | 0        | 0        | 1      | 0      | 4    | 0    |
| パリ・サンジェルマンII        | 2013-14      | CFA            | 16       | 0        | -          | -          | -        | -        | -      | -      | 16   | 0    |
| ユヴェントス                  | 2014-15      | セリエA        | 14       | 0        | 4          | 1          | 2        | 0        | -      | -      | 20   | 1    |
| ユヴェントス                  | 2015-16      | セリエA        | 1        | 0        | 0          | 0          | 0        | 0        | 1      | 0      | 2    | 0    |
| ユヴェントス                  | 通算         | 通算           | 15       | 0        | 4          | 1          | 2        | 0        | 1      | 0      | 22   | 1    |
| バイエルン・ミュンヘン (loan) | 2015-16      | ブンデスリーガ | 23       | 4        | 4          | 0          | 6        | 2        | 1      | 0      | 35   | 6    |
| バイエルン・ミュンヘン (loan) | 2016-17      | ブンデスリーガ | 19       | 2        | 3          | 0          | 2        | 0        | 1      | 0      | 25   | 2    |
| バイエルン・ミュンヘン        | 2017-18      | ブンデスリーガ | 21       | 3        | 6          | 3          | 5        | 1        | 1      | 0      | 33   | 7    |
| バイエルン・ミュンヘン        | 2018-19      | ブンデスリーガ | 21       | 6        | 5          | 2          | 3        | 1        | 1      | 1      | 30   | 10   |
| バイエルン・ミュンヘン        | 2019-20      | ブンデスリーガ | 24       | 4        | 3          | 1          | 6        | 2        | 1      | 0      | 34   | 7    |
| バイエルン・ミュンヘン        | 2020-21      | ブンデスリーガ | 29       | 5        | 0          | 0          | 7        | 3        | 3      | 0      | 39   | 8    |
| バイエルン・ミュンヘン        | 2021-22      | ブンデスリーガ | 21       | 6        | 1          | 0          | 9        | 2        | 1      | 0      | 32   | 8    |
| バイエルン・ミュンヘン        | 2022-23      | ブンデスリーガ | 24       | 8        | 3          | 0          | 7        | 1        | 1      | 0      | 35   | 9    |
| バイエルン・ミュンヘン        | 通算         | 通算           | 182      | 38       | 26         | 6          | 50       | 13       | 9      | 1      | 267  | 58   |
| キャリア通算                  | キャリア通算 | キャリア通算   | 216      | 38       | 30         | 7          | 52       | 13       | 11     | 1      | 308  | 59   |

### 代表
出場大会
- U-19フランス代表

2015年 - UEFA U-19欧州選手権2015（ベスト4）
- フランス代表

2016年 - UEFA EURO 2016（準優勝）
2021年 - UEFA EURO 2020（ベスト16）
2022年 - 2022 FIFAワールドカップ（準優勝）
試合数
2023年11月21日現在
- 国際Aマッチ 55試合 8得点（2015年 - ）[24]

| フランス代表 | 国際Aマッチ | 国際Aマッチ |
| 年           | 出場        | 得点        |
| ------------ | ----------- | ----------- |
| 2015         | 2           | 0           |
| 2016         | 9           | 1           |
| 2017         | 4           | 0           |
| 2018         | 0           | 0           |
| 2019         | 7           | 3           |
| 2020         | 4           | 1           |
| 2021         | 10          | 0           |
| 2022         | 10          | 0           |
| 2023         | 9           | 3           |
| 2024         |             |             |
| 通算         | 55          | 8           |

得点
| #  | 開催日         | 開催地                               | 対戦国         | スコア | 結果 | 大会                          |
| -- | -------------- | ------------------------------------ | -------------- | ------ | ---- | ----------------------------- |
| 1. | 2016年3月29日  | サン＝ドニ、スタッド・ド・フランス   | ロシア         | 4-2    | 4-2  | 親善試合                      |
| 2. | 2019年9月7日   | サン＝ドニ、スタッド・ド・フランス   | アルバニア     | 1-0    | 4-1  | UEFA EURO 2020予選            |
| 3. | 2019年9月7日   | サン＝ドニ、スタッド・ド・フランス   | アルバニア     | 3-0    | 4-1  | UEFA EURO 2020予選            |
| 4. | 2019年9月10日  | サン＝ドニ、スタッド・ド・フランス   | アンドラ       | 1-0    | 3-0  | UEFA EURO 2020予選            |
| 5. | 2020年11月17日 | サン＝ドニ、スタッド・ド・フランス   | スウェーデン   | 4-2    | 4-2  | UEFAネーションズリーグ2020-21 |
| 6. | 2023年10月17日 | リール、スタッド・ピエール＝モーロワ | スコットランド | 4-1    | 4-1  | 親善試合                      |
| 7. | 2023年11月18日 | ニース、アリアンツ・リヴィエラ       | ジブラルタル   | 6-0    | 14-0 | UEFA EURO 2024予選            |
| 8. | 2023年11月18日 | ニース、アリアンツ・リヴィエラ       | ジブラルタル   | 9-0    | 14-0 | UEFA EURO 2024予選            |

## タイトル

### クラブ
パリ・サンジェルマン
- リーグ・アン: 2012-13, 2013-14
- トロフェ・デ・シャンピオン: 2013

ユヴェントス
- セリエA: 2014-15
- コッパ・イタリア: 2014-15
- スーペルコッパ・イタリアーナ: 2015

バイエルン・ミュンヘン
- ブンデスリーガ: 2015-16, 2016-17, 2017-18, 2018-19, 2019-20, 2020-21, 2021-22, 2022-23
- DFBポカール: 2015-16, 2018-19, 2019-20
- DFLスーパーカップ: 2016, 2017, 2018, 2020, 2021, 2022
- UEFAチャンピオンズリーグ: 2019-20
- FIFAクラブワールドカップ: 2020